# Elise Ottesen-Jensen
Elise Ottesen-Jensen, coneguda també com a Ottar (Høyland, 2 de gener del 1886 - Estocolm, 4 de setembre del 1973), fou una educadora sexual, periodista i anarquista sueconoruega l'objectiu de la qual fou lluitar pel dret de les dones a comprendre i controlar el seu cos i la seua sexualitat. Militava en el sindicat anarquista Sveriges Arbetares Centralorganisation (Organització Central de Treballadors de Suècia). Fou pionera en la lluita pels drets de les dones i en el feminisme.
El seu lema personal era: «somnie amb el dia en què qualsevol nadó siga benvingut, en què hòmens i dones siguen iguals i en què la sexualitat siga una expressió íntima, plaent i afectuosa».

## Vida i carrera
Elise Ottesen nasqué en la família del pastor Emanuel Ottesen i Karen Essendrop, filla d'un bisbe, en el districte de Høyland, (incorporat a Sandnes el 1965), a la província de Rogaland, a Noruega. Més endavant, son pare envià la seua germana petita de setze anys, Magnhild, a Dinamarca per a donar-hi a llum i l'obligaria a donar al seu fill. A Magnhild mai se li va comentar res sobre l'embaràs o el part, i és per això que aquesta va viure durant nou mesos amb por que l'estómac li esclatàs. Es suïcidà arran d'aquesta experiència i per haver hagut de donar en adopció el nadó. Ottesen-Jensen mai no li ho perdonaria al seu pare, i el destí de la seua germana esdevingué un fort impuls en el seu compromís amb la lluita pels drets de les dones.
El somni d'Ottesen-Jensen era convertir-se en dentista, però una explosió al laboratori de química del seu institut li va danyar els dits i arruïnà les seues possibilitats de fer una carrera en aquest camp. Començà a treballar en un periòdic. Sempre havia qüestionat els sermons de son pare i aviat va arribar a la conclusió que no se sentia cristiana. S'adonà que simpatitzava amb els socialistes, amb els quals lluitaria durant la resta de la seua vida.
Aviat copsà que les dones obreres requerien educació sexual: sovint li demanaven consells sobre afers sexuals, com ara "Haig de tenir sexe sempre que el meu marit vulga?" o "Què puc fer per a evitar quedar-me embarassada?".
Després de la Primera Guerra Mundial, Ottesen-Jensen va conéixer i es feu amiga de l'anarcosindicalista suec Albert Jensen, amb qui acabaria casant-se. Fruit d'aquest matrimoni, canvià el seu cognom. Quan Albert Jensen fou expulsat de Noruega, Ottesen-Jensen se n'anà amb ell a viure a Dinamarca. Allí donà a llum al seu primer fill, que va morir poc després del part.
Es traslladaren a Suècia i allí va conéixer un doctor que, entre altres coses, li ensenyà com usar un diagrama. Després, Ottesen-Jensen feu la primera gira nacional per tota Suècia. Va viatjar de Escània a Norrland ensenyant a les treballadores com evitar un embaràs. Lluità pel dret de les dones a sentir plaer sexual i a l'avortament lliure, per l'abolició de les lleis contra els anticonceptius i pels drets dels homosexuals. Les seues accions llavors eren considerades il·legals, i s'arriscava a càstigs greus.
En els anys vint, Ottesen-Jensen era ja una escriptora del periòdic suec Arbetaren, amb columna pròpia en què tractava temes feministes. Després de desacords amb altres editors del mateix diari al 1925, creà el seu propi diari, Vi kvinnor (Nosaltres, dones), que no duraria gaire. Uns anys després escriuria també per a la revista anarquista Brand.
El 1933, Ottesen-Jensen, al costat de representants del sindicat i metges radicals, fundà l'Associació Sueca per a l'Ensenyament Sexual (Riksförbundet för Sexuell Upplysning, RFSU). En fou la primera presidenta, fins a l'any 1956. Ottesen-Jensen fou també una dels fundadors de la Federació Internacional de Planificació Familiar (International Planned Parenthood Federation, IPPF) al 1953. El periòdic que publica la RFSU, abans conegut com a "butlletí de la RFSU", porta des de 2001 el nom d'"Ottar", sobrenom amb què es coneixia a Ottesen-Jensen, en el seu honor.

## Treballs
- Ovälkomna barn: ett ord till kvinnorna (Nens no desitjats: una paraula per a les dones) (1926)
- Människor i nöd: Det sexuella mörkrets offer (Persones necessitades: les víctimes de la foscor sexual) (1932)
- ABC för ett lyckligt äktenskap (ABC per a un matrimoni feliç) (amb Nils Nielsen, 1947)
- Och livet skrev (I la vida va escriure) (1965)
- Livet skrev vidare (La vida també va escriure) (1966)
- Arbetarrörelsen - männens eller mänsklighetens rörelse? (El moviment obrer: dels hòmens o de la humanitat?) (Selecció d'articles d'Ottesen-Jensen en els periòdics Arbetaren i Brand dels anys vint, per Ingrid Primander, 1980)